# Mohamed Lagmouch
Mohamed Lagmouch (Nador, 23 mei 1942) is een Marokkaanse buurtvader in de Utrechtse wijk Kanaleneiland. In 2002 was hij de eerste allochtone buurtvader in Nederland die een Koninklijke onderscheiding kreeg uitgereikt.

## Levensloop
Lagmouch werd geboren in Nador. In 1964 verhuisde hij naar Frankrijk, waar hij al snel werk vond als productiemedewerker. Twee jaar later kwam hij als gastarbeider naar Utrecht, waar hij kwam te wonen in de wijk Lombok. Hij werkte in een aluminiumfabriek op het industrieterrein Papendorp en later in een fabriek voor de fabricage van drukkerijbenodigdheden op industrieterrein Strijkviertel in de toenmalige gemeente De Meern. In 1980 ging hij in de Utrechtse wijk Kanaleneiland-Noord wonen.
In Kanaleneiland ging hij zich al snel samen met autochtone wijkbewoners verenigen om de woonomgeving leefbaar te houden. Daarnaast zette hij zich via zelforganisaties in voor de belangenbehartiging van mede-Marokkanen.
Vanaf 1985 was Lagmouch 10 jaar lang voorzitter van de Marokkaanse Werkgroep Kanaleneiland. Vanaf 1998 was hij bestuurslid van de Huurdersvereniging Kanaleneiland. Vanuit deze huurdersvereniging werd hij afgevaardigd in de Overleggroep Kanaleneiland, een overlegorgaan van wijkorganisaties dat in 2002 overging in een buurtpanel. In 2000 werd Lagmouch voorzitter van de Marokkaanse Ouderraad Kanaleneiland (MORK). Ook werd hij in dat jaar bestuurslid van de Buurtvaders Kanaleneiland-Noord. In 2002 werd hij lid van de Wijkraad Zuidwest, een orgaan voor actieve wijkbewoners.

## Onderscheiding
Lagmouch werd in 2002 benoemd tot Ridder in de Orde van Oranje-Nassau.